# Apiculture en Australie
 (décembre 2024).
 (novembre 2024).
L’apiculture en Australie est développée et présente plusieurs spécificités dont la présence d’une flore endémique unique avec de nombreuses  plantes mellifères, notamment les Eucalyptus et une diversité de plante unique.
C’est un secteur dynamique avec environ 1800 apiculteurs professionnels et une production moyenne de 20 000 tonnes par an, aussi tournée vers l’exportation.

## Histoire
La première colonie d'abeilles à miel ont été expédiés par bateau en Australie par des colons britanniques en 1822 sur le bateau Isabella.